# Antoine Douay
Pour les articles homonymes, voir Douay.
Antoine Florent Théophile Douay est un homme politique français né le 13 mai 1806 à Cambrai (Nord) et décédé le 23 janvier 1882 à Lestrem (Pas-de-Calais).

## Biographie
Propriétaire terrien, il est représentant du Pas-de-Calais de 1849 à 1851, siégeant à droite. Opposant au second Empire, il est de nouveau député du Pas-de-Calais de 1871 à 1876, siégeant au centre droit.

## Sources
- « Antoine Douay », dans Adolphe Robert et Gaston Cougny, Dictionnaire des parlementaires français, Edgar Bourloton, 1889-1891 [détail de l’édition]